# Radziejów (Lublin)
Pour les articles homonymes, voir Radziejów (homonymie).
Radziejów (prononciation : [raˈd͡ʑejuf]) est un village polonais de la gmina de Dubienka dans le powiat de Chełm de la voïvodie de Lublin dans l'est de la Pologne, à la frontière avec l'Ukraine.
Il se situe à environ 9 kilomètres à l'ouest de Dubienka (siège de la gmina), 24 kilomètres au sud-est de Chełm (siège du powiat) et 87 kilomètres à l'est de Lublin (capitale de la voïvodie).

## Histoire
De 1975 à 1998, le village est attaché administrativement à la voïvodie de Chełm.

Depuis 1999, il fait partie de la voïvodie de Lublin.